# Trichosphaeriestes fryi
Trichosphaeriestes fryi là một loài bọ cánh cứng trong họ Salpingidae. Loài này được Blair miêu tả khoa học năm 1919.